# Nevena Damjanović
Nevena Damjanović, nascida na Sérvia a 12 de abril de 1993, é um jogadora profissional de futebol que joga atualmente pelo Sporting Clube de Portugal.